# نداء البرية
نداء البرية (بالإنجليزية: The Call of the wild) هي رواية مغامرة قصيرة كتبها جاك لندن، ونُشرت عام 1903 وبدأ توزيعها في يوكون في كندا أثناء حمى ذهب كلوندايك في تسعينيات القرن التاسع عشر، بينما كان الطلب عال ومتزايدًا على كلاب الزلاجات القوية. الشخصية المحورية في الرواية هي كلب يدعى باك. تُفتتح الرواية في مزرعة للمواشي في وادي سانتا كلارا بكاليفورنيا التي اختُطف باك من منزله فيها وبِيع على أنه كلب زلاج في ألاسكا. أصبح تدريجيًا متوحشًا في بيئة قاسية مجبرًا على القتال من أجل البقاء والسيطرة على الكلاب الأخرى. في النهاية، تخلَّص من المظهر الخادع للحضارة، واعتمد على الغريزة البدائية والخبرة المكتسبة لكي يظهر ليصير زعيمًا في البرية.
أمضى لندن قرابة العام في يوكون، وتشكل ملاحظاته ومراقباته جزءًا كبيرًا من المادة المستخدمة في الرواية. نُشرت القصة في صورة حلقات في صيف عام 1903 في صحيفة السبت المسائية التي كانت تصدر أسبوعيًا في ذلك الوقت، ونُشرت لاحقًا في نفس السنة أيضًا على هيئة كتاب. اكتسب لندن صيتًا واسعًا نتيجة للشعبية الهائلة والنجاح الكبير الذي حققه الكتاب. حُوِّلت الرواية إلى فيلم في عام 1923، وتبع ذلك أيضًا العديد من التحولات السينيمائية.

## ملخص الحبكة الروائية
تبدأ القصة في عام 1897 مع باك، وهو الكلب الهجين من فصيلتي سانت برنارد وسكوتش كولي صاحب المئة وأربعين باوندًا، والذي يحيا حياته سعيدًا في كاليفورنيا بوادي سانت كلارا، يدلّله القاضي ميلر وأسرته. في أثناء تواجد القاضي خارج المدينة، يسرق البستاني المساعد المدعو مانويل الكلب باك وبيعه إلى أحد الغرباء، كي يُسدد ديونه المتراكمة بسبب لعبه القمار. يُشحن باك بحرًا إلى سياتل، وهناك يُحبس في قفص ويُجوع ويُنكل به ويعامَل بقسوة. عندما أُطلق سراحه، هاجم باك رئيسه «الرجل ذو السترة الحمراء» والذي قام بتعليمه «قانون النادي» وإجباره على الإذعان بدرجة كافية. أظهر الرجل بعض اللطف بعدما توقف باك عن مهاجمته. بعدها بفترة قصيرة، بِيع باك إلى موزِّعي بريد من الفرنسيين الكنديين يعملان لصالح الحكومة الكندية، يدعيان فرانسوا وبيرو، واللذين أخذاه إلى ألاسكا. دُرب باك أن يكون كلبًا زلاجًا في منطقة كلوندايك الكندية. علمه زملائه في القطيع كيفية النجاة في ليالي الشتاء الباردة وكيفية الانخراط في مجتمعهم. تطورت المنافسة بين باك والكلب القائد، المدعو «سبيتز» الذي يتميز بكونه كلبًا أبيض اللون خبيثًا وشرسًا وعدوانيًا من فصيلة الهاسكي. قتل باك سبيتز في النهاية في قتال دار بينهما وأصبح هو الكلب القائد.
عندما انتهى فرانسوا وبيرو من رحلة الذهاب والإياب في طريق يوكون في وقت قياسي عائدين إلى سكاغواي مع مراسلاتهم، تسلما أوامر جديدة من الحكومة الكندية. باعا فريق الزلاج خاصتهم إلى رجل «نصف اسكتلندي» يعمل في خدمة البريد. لابد أن تقوم الكلاب برحلات طويلة وشاقة حاملين أحمالًا ثقيلة إلى أماكن التعدين. بينما كان باك يسير على الدرب، بدا أن لديه ذكريات عن كلب سلف لديه رفيق «رجل مشعر» قصير الساقين. في غضون ذلك، تحولت الحيوانات المرهقة إلى ضعيفة، أصبح الكلب ذو العجلة -ديف- وهو كلب عابس دائمًا من فصيلة الهاسكي، ميئوسًا من شفائه وتم إطلاق النار عليه لتخليصه من هذا العذاب في النهاية.
مع وجود عدد قليل جدًا من الكلاب للمتابعة، باعت ناقلة البريد الثلاثة كلاب المتبقية -ومن ضمنهم باك- لثلاثة مراسلين من ساوث لاند الأمريكية (الولايات الأمريكية المتجاورة، حاليًا)، وهم: امرأة متكبرة تدعى مرسيدس، وزوجها الخجول تشارليز، وأخوها المتعجرف هال. يفتقد ثلاثتهم إلى مهارات البقاء المناسبة للبرية الشمالية ويجدون صعوبة في السيطرة على المزلجة. تجاهل الثلاثي نصائح الآخرين التي تحاول مساعدتهم وبالتحديد تحذيرهم بشأن ذوبان الثلوج الربيعي الخطر. عندما أبلغت مرسيدس أن مزلجتهم ثقيلة للغاية، تخلصت من معدات مهمة ومصيرية وفضلت بقاء أمتعة الموضة خاصتها. بشكل جنوني قاموا بتشكيل فريق من أربعة عشر كلبًا، معتقدين بذلك أنهم سيسافرون أسرع. أفرطت الكلاب في تناول الطعام وفي العمل أيضًا، ومن ثم تضوروا جوعًا عندما نقص الطعام. مات أغلب الكلاب، تاركين وراءهم خمسة كلاب فقط عندما بدأوا الدخول إلى النهر الأبيض.

## نداء البرية في السينما
أول الأفلام التي مثلت أحداث الرواية هو فيلم نداء البرية سنة 1934 للمخرج ويليام آيه. ويلمان، وبطولة كلارك غيبل ولوريتا يونغ، لكن الفيلم لم يلتزم بالقصص المذكورة بالرواية. أما فيلم نداء البرية سنة 2020 للمخرج الأمريكي مايكل ساندرز وبطولة هاريسون فورد، وكان كاتب السيناريو ميخائيل غرين أكثر التزاماً بنص الرواية، وكان الفيلم أكثر دقة وبانتاج أفضل لكنه استخدم كلب رقمي غير حقيقي في الفيلم.

## روابط خارجية
- نداء البرية على موقع الموسوعة البريطانية (الإنجليزية)